# Хайфа (залив)

Залив Хайфа на карте Галилеи

Ха́йфа, Ха́йфский зали́в (ивр. מפרץ חיפה‎) — залив на Средиземном море размером 12 × 6 км между городами Акко и Хайфа в Израиле.
На береговой полосе залива находятся устье реки Кишон, порт города Хайфа, промзона, поселки Кирьят-Ям, Кирьят-Хаим, Кирьят-Бялик.
В прибрежной полосе проживает около 300 000 человек. Этот район является самой населенной частью Северного округа Израиля.
В мае 2009 года был обнародован план наиболее значительной с 1934 года реконструкции Хайфы и строительства в устье реки Кишон нового крупнейшего на Средиземном море порта.

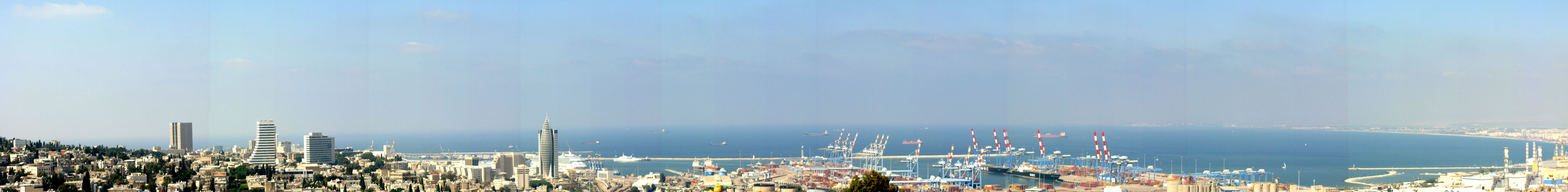
Панорама залива Хайфа